# Serrazes
Serrazes ist eine Gemeinde (Freguesia) im portugiesischen Kreis São Pedro do Sul. In ihr leben 890 Einwohner (Stand 19. April 2021).

## Pedra da Escrita
An der Straße von Termas de São Pedro do Sul nach Santa Cruz da Trapa liegt bei Serrazes im Wald die Pedra da Escrita, ein massiger Granitblock von etwa 2,50 m Höhe, dessen nach Osten weisende Fläche mit eingeritzten konzentrischen Kreisen und rechtwinkliger Schraffur dekoriert ist. Nach stilistischen Kriterien wird diese Kunst in die späte Bronzezeit datiert. 